# مطار إسطنبول الدولي
مطار إسطنبول (بالتركية: İstanbul Havalimanı) (إياتا: IST، إيكاو: LTFM)؛ هو المطار الدولي الرئيسي في مدينة إسطنبول في تركيا. يقع المطار في منطقة أرناؤوط كوي على الجانب الأوروبي من المدينة.
تم نقل جميع رحلات الركاب التجارية المجدولة من مطار أتاتورك إلى المطار الجديد في 6 أبريل2019 بعد إغلاق مطار أتاتورك لرحلات الركاب التجارية. كما تم نقل رمز الإياتا IST أيضًا إلى المطار الجديد. بمجرد الانتهاء من جميع المراحل في عام 2028 سيكون المطار قادرًا على استيعاب 200 مليون مسافر سنويًا.

## المرافق

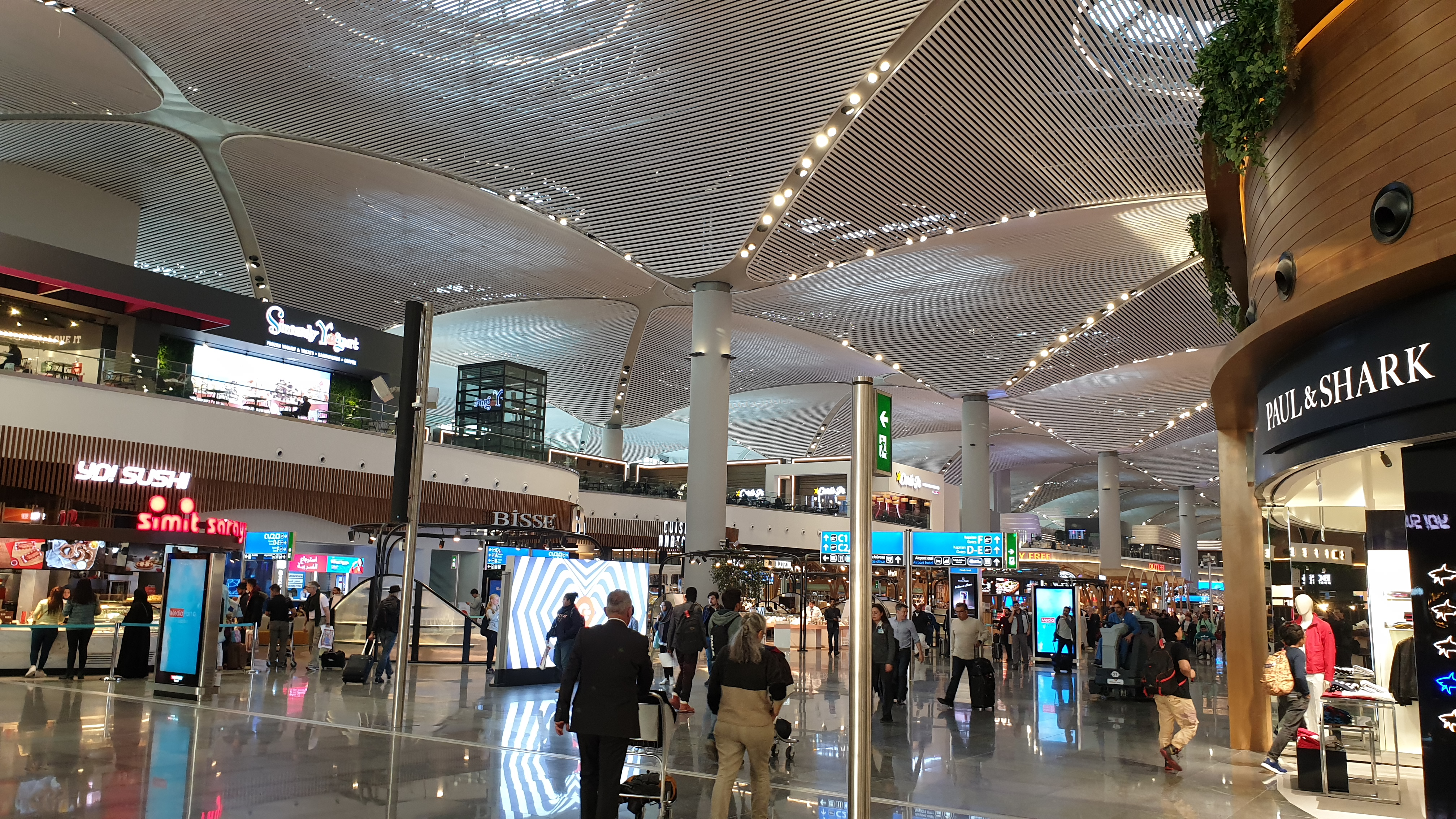
مبنى الركاب من الداخل

يتكون المطار من مبنى ركاب لخدمة الرحلات الداخلية والدولية، وهناك أربعة مدارج قيد التشغيل. يبلغ طول المدرجين 17/35 4,100 متر (13,451 قدمًا)، بينما يبلغ طول المدرجين 16/34 3,750 متر (12,303 قدمًا). يبلغ عرض المدرجين 17L/35R والمدرجين 16R/34L ستون مترًا (197 قدمًا)، بينما يبلغ عرض المدرجين 17R/35L والمدرجين 16L/34R خمس وأربعين مترًا (148 قدمًا). جميع أسطح المدرج مغطاة بالأسفلت.

### صالات الوصول

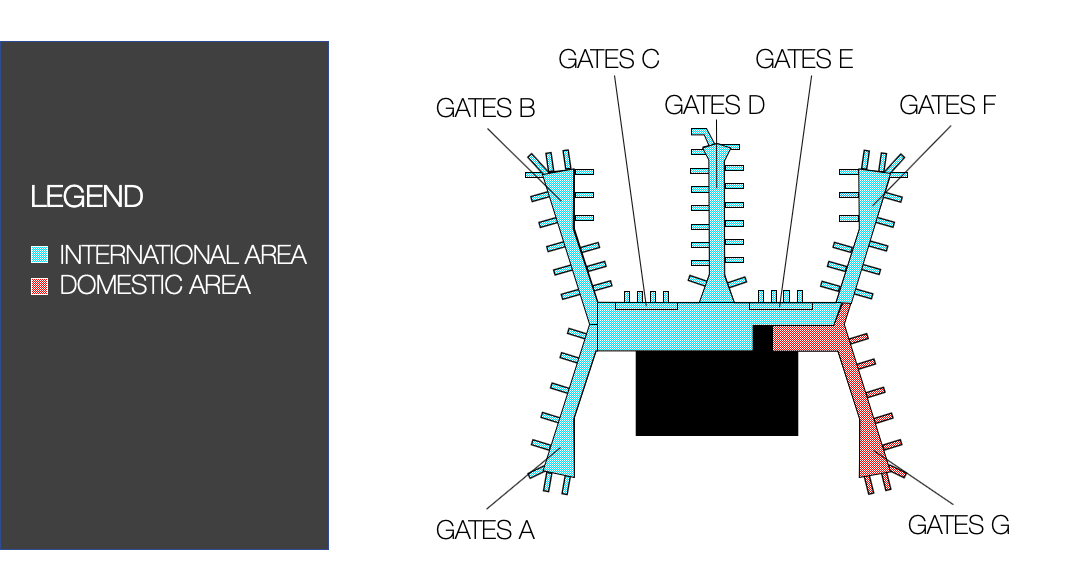
تصميم البوابات وترميزها في مطار إسطنبول

يضم المطار ما مجموعه خمسة صالات معلمة بالأحرف A و B و D و F و G مع ما مجموعه 143 جسرًا للركاب. الصالة G التي تقع في الجنوب الشرقي مخصصة فقط للرحلات الداخلية. كما تم تخصيص 3 جسور صعود للركاب في الصالة F والتي تقع مباشرة إلى الشمال من الصالة G للرحلات الداخلية. سيتم استخدام الصالات A و B و D و F للرحلات الدولية. تتصل نقاط الاتقاء C و E مباشرة بمبنى الركاب الرئيسي وبالتالي فهي ليست صالات مستقلة مستقلة.

### التجهيزات الأمنية
من المتوقع أن يتم تأمين المطار ب 3500 من أفراد الأمن وما مجموعه 1850 من رجال الشرطة، منهم 750 من ضباط الهجرة. سيتم حماية محيط الموقع باستخدام رادار أرضي، وكاميرات تلفيزيونية CCTV ثابتة كل 60 مترًا، وكاميرات تكبير/تصغير دوارة كل 360 مترًا، وكاميرات حرارية وأجهزة استشعار الألياف البصرية كل 720 متر. يُشغّل في مبنى الركاب ما يصل إلى 9000 كاميرا CCTV.

## شركات الطيران والوجهات

### الركاب
| شركـات طيـران                     | الوجهات |
| --------------------------------- | --- |
| طيران إيجيان                      | مطار أثينا الدولي |
| إيروفلوت                          | مطار شيريميتييفو الدولي، مطار بولكوفو، مطار سوتشي الدولي، مطار كولتسوفو الدولي |
| الخطوط الجوية الإفريقية           | مطار الأبرق الدولي، مطار بنينا الدولي، مطار مصراتة الدولي، مطار معيتيقة الدولي |
| طيران ألبانيا                     | مطار تيرانا الدولي |
| الخطوط الجوية الجزائرية           | مطار هواري بومدين الدولي، مطار عنابة - رابح بيطاط، مطار قسنطينة - محمد بوضياف، مطار وهران - أحمد بن بلة |
| العربية للطيران                   | مطار فاس سايس الدولي، مطار الشارقة الدولي |
| طيران أستانا                      | مطار ألماتي الدولي، مطار آستانا الدولي، مطار أتيراو |
| طيران البلطيق                     | موسمي: مطار ريغا الدولي |
| إير كايرو                         | عارض: مطار شرم الشيخ الدولي |
| الخطوط الجوية الفرنسية            | مطار باريس شارل ديغول |
| طيران مولدوفا                     | مطار كيشيناو الدولي (متوقفة) |
| Air Montenegro                    | مطار بودغوريتسا الدولي، Tivat |
| طيران صربيا                       | مطار نيكولا تسلا في بلغراد، Kraljevo، مطار قسطنطين الأكبر في نيش |
| الخطوط الجوية الأفغانية آريانا    | مطار كابل الدولي |
| خطوط أركيا                        | مطار بن غوريون الدولي |
| خطوط آسيانا الجوية                | مطار إنتشون الدولي |
| الخطوط الجوية آتا                 | Tabriz، مطار الإمام الخميني الدولي، مطار أورمية شهيد بكري الدولي |
| Avia Traffic Company              | مطار مناس الدولي |
| الخطوط الجوية الأذربيجانية        | مطار حيدر علييف الدولي |
| Azimuth                           | Mineralnye Vody ‏، مطار فنوكوفو الدولي، Rostov-on-Don، مطار سوتشي الدولي |
| بدر للطيران                       | مطار الخرطوم الدولي |
| طيران بيلافيا                     | مطار مينسك الدولي |
| برنيق للطيران                     | مطار بنينا الدولي، مطار معيتيقة الدولي[بحاجة لمصدر] |
| الخطوط الجوية البريطانية          | مطار لندن هيثرو |
| طيران البراق                      | مطار مصراتة الدولي، مطار معيتيقة الدولي |
| خطوط جنوب الصين الجوية            | مطار بكين داشينغ الدولي، مطار قوانغتشو باييون الدولي (متوقفة)، مطار ووهان الدولي (متوقفة) |
| إيزي جيت                          | مطار مانشستر (تبدأ في 9 يونيو 2023) |
| مصر للطيران                       | مطار القاهرة الدولي |
| طيران الإمارات                    | مطار دبي الدولي |
| الخطوط الجوية الإثيوبية           | مطار أديس أبابا بولي الدولي |
| الاتحاد للطيران                   | مطار أبو ظبي الدولي |
| طيران أديل                        | مطار الملك عبد العزيز الدولي، مطار الملك خالد الدولي |
| FlyArystan                        | مطار آكتاو ‏ |
| فلاي بغداد                        | مطار بغداد الدولي، مطار أربيل الدولي، مطار كركوك الدولي (تبدأ في 4 يوليو 2023) |
| فلاي دبي                          | مطار دبي الدولي |
| Fly Jordan                        | مطار الملكة علياء الدولي |
| FlyOne                            | مطار كيشيناو الدولي، مطار يريفان الدولي |
| Fly Oya                           | مطار معيتيقة الدولي |
| غدامس للنقل الجوي                 | مطار معيتيقة الدولي |
| طيران الخليج                      | مطار البحرين الدولي |
| خطوط إنديقو                       | مطار انديرا غاندي الدولي، مطار تشاتراباتي شيفاجي الدولي |
| IrAero                            | Kazan، مطار محج قلعة الدولي، Mineralnye Vody ‏، مطار دوموديدوفو الدولي، Nalchik، مطار سوتشي الدولي، Stavropol، Ufa، Vladikavkaz |
| الخطوط الجوية الإيرانية           | مطار الإمام الخميني الدولي |
| إيران آيرتور                      | مطار مشهد الدولي، مطار شيراز الدولي، Tabriz، مطار الإمام الخميني الدولي |
| آسمان للطيران                     | مطار الإمام الخميني الدولي |
| الخطوط الجوية العراقية            | مطار بغداد الدولي، مطار البصرة الدولي، مطار أربيل الدولي، مطار كركوك الدولي، مطار النجف الدولي، مطار السليمانية الدولي |
| يسرائير                           | مطار رامون (تبدأ في 5 يونيو 2023)، مطار بن غوريون الدولي |
| طيران الجزيرة                     | مطار الكويت الدولي |
| الأردنية للطيران                  | مطار الملكة علياء الدولي |
| كام إير                           | مطار كابل الدولي |
| الخطوط الجوية الملكية الهولندية   | مطار سخيبول أمستردام |
| كوريا للطيران                     | مطار إنتشون الدولي |
| الخطوط الجوية الكويتية            | مطار الكويت الدولي |
| الخطوط الجوية الليبية             | مطار الأبرق الدولي، مطار بنينا الدولي، مطار معيتيقة الدولي |
| الأجنحة الليبية                   | مطار معيتيقة الدولي، مطار مصراتة الدولي |
| خطوط لوت الجوية البولندية         | مطار كراكوف، مطار وارسو فريدريك شوبان |
| لوفتهانزا                         | مطار فرانكفورت |
| ماهان إير                         | مطار الإمام الخميني الدولي |
| Meraj Airlines                    | مطار الإمام الخميني الدولي |
| الخطوط الجوية المنغولية           | مطار جنكيز خان الدولي الجديد |
| طيران الشرق الأوسط                | مطار بيروت رفيق الحريري الدولي |
| Nordwind Airlines                 | مطار كالينينغراد، Kazan، مطار شيريميتييفو الدولي، Rostov-on-Don، مطار بولكوفو، مطار كوروموخ الدولي (all متوقفة)[بحاجة لمصدر][بحاجة لتحديث] |
| الطيران الجديد تونس               | مطار صفاقس طينة الدولي (تبدأ في 1 يونيو 2023)، مطار تونس قرطاج الدولي |
| الطيران العماني                   | مطار مسقط الدولي |
| الخطوط الجوية الدولية الباكستانية | مطار إسلام آباد الدولي، مطار علامه إقبال الدولي |
| Pegas Fly                         | موسمي: مطار شيريميتييفو الدولي |
| خطوط بيغاسوس                      | مطار عدنان مندريس |
| Pobeda                            | Kazan، مطار محج قلعة الدولي، مطار فنوكوفو الدولي، Vladikavkaz، Volgograd |
| الخطوط الجوية القطرية             | مطار حمد الدولي |
| Qanot Sharq                       | مطار سمرقند الدولي |
| Qeshm Air                         | مطار الإمام الخميني الدولي |
| خطوط ريد وينغز الجوية ‏            | Chelyabinsk، Kazan، مطار محج قلعة الدولي، مطار دوموديدوفو الدولي، مطار جوكوفسكي الدولي، Nalchik، Nizhnekamsk، Nizhny Novgorod ‏، مطار كوروموخ الدولي، Orenburg، Perm،[بحاجة لمصدر] Stavropol، Tyumen Ufa، Vladikavkaz، مطار كولتسوفو الدولي |
| روسيه (خطوط جوية)                 | مطار شيريميتييفو الدولي ، مطار بولكوفو |
| الخطوط الملكية المغربية           | مطار محمد الخامس الدولي، مطار طنجة ابن بطوطة الدولي موسمي: مطار وجدة أنجاد |
| الملكية الأردنية                  | مطار الملكة علياء الدولي |
| خطوط إس سفن                       | مطار دوموديدوفو الدولي، مطار نوفوسيبيرسك |
| طيران السلام                      | مطار مسقط الدولي |
| الخطوط السعودية                   | مطار الملك عبد العزيز الدولي، مطار الأمير محمد بن عبد العزيز الدولي، مطار الملك خالد الدولي |
| SCAT Airlines                     | Aktau، Aktobe، مطار ألماتي الدولي، مطار آستانا الدولي، مطار أتيراو، Shymkent |
| خطوط سيتشوان الجوية               | مطار جينغديو الجديد (تبدأ في 21 يونيو 2023) |
| الخطوط الجوية السنغافورية         | مطار شانغي سنغافورة |
| سكاي أب                           | مطار بوريسبيل الدولي، مطار لفيف الدولي، مطار أوديسا الدولي (جميعها متوقفة) |
| خطوط ترافل سيرفس الجوية           | مطار وارسو فريدريك شوبان |
| Somon Air                         | مطار دوشانبي الدولي |
| Sun d'Or                          | مطار بن غوريون الدولي |
| تاروم                             | مطار هنري كواندا الدولي |
| ترانسافيا                         | مطار ليون سانت إكسوبيري، مطار نانت، مطار باريس أورلي |
| الخطوط التونسية                   | مطار تونس قرطاج الدولي |
| الخطوط الجوية التركية             | مطار أبيدجان الدولي، مطار أبو ظبي الدولي، مطار نامدي أزيكيوي الدولي، مطار كوتوكا الدولي، مطار أضنة شاكرباشا، مطار أديس أبابا بولي الدولي، مطار أديامان، مطار أغري، Aktau، مطار برج العرب الدولي، مطار هواري بومدين الدولي، مطار ألماتي الدولي، مطار الملكة علياء الدولي، مطار سخيبول أمستردام، مطار إيسنبوغا الدولي، مطار أنطاليا، مطار إيفاتو الدولي، مطار الملك حسين الدولي، مطار عشق آباد الدولي، مطار أسمرة الدولي، مطار آستانا الدولي، مطار أثينا الدولي، مطار هارتسفيلد جاكسون، مطار بغداد الدولي، مطار البحرين الدولي، مطار حيدر علييف الدولي، مطار باماكو موديبو كيتا الدولي، مطار سوفارنابومي الدولي، مطار بانجول الدولي، مطار برشلونة الدولي، مطار باري كارل فويتيالا ‏، مطار بازل - ميلوز - فريبورغ الأوروبي، مطار البصرة الدولي، مطار بطمان، مطار باطومي الدولي، مطار بكين العاصمة الدولي، مطار بيروت رفيق الحريري الدولي، مطار نيكولا تسلا في بلغراد، مطار برلين براندنبرغ، مطار بلباو، Billund، مطار بينكل، مطار برمينغهام، مطار مناس الدولي، مطار ميلاس بودروم، مطار إلدورادو الدولي، مطار بولونيا، مطار بوردو ميرينياك، مطار لوجان الدولي، مطار بريمن، مطار بروكسل الدولي، مطار هنري كواندا الدولي، مطار بودابست فرانز ليست الدولي، مطار الوزير بيستارينيي الدولي، مطار بخارى الدولي، مطار القاهرة الدولي، مطار جنق قلعة، Cancún، مطار كيب تاون، مطار سيمون بوليفار الدولي، مطار محمد الخامس الدولي، مطار كاتانيا-فونتاناروسا، مطار أوهير الدولي، مطار كيشيناو الدولي، مطار كلوج نابوكا الدولي، مطار كولونيا بون الدولي، مطار باندارنيك الدولي، مطار كوناكري الدولي، Constanța، مطار قسنطينة - محمد بوضياف، مطار كوبنهاغن، مطار كوتونو، مطار بليز دياغني الدولي، مطار دالامان، مطار دالاس فورت ورث الدولي، مطار الملك فهد الدولي، مطار جوليوس نيريري، مطار انديرا غاندي الدولي، Denizli، مطار نغوراه راي الدولي، مطار شاه جلال الدولي، مطار ديار بكر، مطار جيبوتي الدولي، مطار حمد الدولي، مطار دوالا الدولي، مطار دبي الدولي، مطار دبلن الدولي، مطار دوبروفنيك، مطار الملك شاكا الدولي، مطار دوشانبي الدولي، مطار دوسلدورف الدولي، مطار إدنبرة، Edremit، Elazığ، مطار إنتيبي الدولي، مطار أربيل الدولي، مطار إرجان الدولي، مطار أرزنجان، مطار أرضروم، Fergana، مطار فرانكفورت، مطار فريتاون الدولي، Ganja، مطار الأمير نايف بن عبد العزيز الدولي، مطار غازي عنتاب الدولي، مطار غازي باشا، مطار جنيف الدولي، Gothenburg، مطار قوانغتشو باييون الدولي، Hakkari، مطار هامبورغ، مطار هانوفر لانغنهاغن، مطار نوي باي الدولي، مطار هاتاي، مطار خوسيه مارتي الدولي، مطار هلسنكي فانتا، مطار تان سون نهات الدولي، مطار هونغ كونغ الدولي، مطار جورج بوش الدولي، مطار الغردقة الدولي، مطار إغدير، Isfahan، مطار إسلام آباد الدولي، مطار إسبرطة سليمان ديميرل ‏، مطار عدنان مندريس، مطار سوكارنو هاتا الدولي، مطار الملك عبد العزيز الدولي، مطار أوليفر ريجنالد تامبو، مطار جوبا، مطار كابل الدولي، مطار قهرمان مرعش، مطار جناح الدولي، Kars، مطار قسطموني، مطار تريبوفان الدولي، Kayseri، Kazan، مطار خاركيف الدولي (متوقفة مؤقتًا)، مطار الخرطوم الدولي، مطار خيرسون الدولي (متوقفة مؤقتًا)، مطار كيغالي الدولي، مطار كليمنجارو الدولي، مطار ندجيلي، مطار كركوك الدولي، مطار قونية، مطار كراكوف، Krasnodar، مطار كوالالمبور الدولي، Kütahya، مطار الكويت الدولي، مطار بوريسبيل الدولي (متوقفة مؤقتًا)، مطار مورتالا محمد الدولي، مطار علامه إقبال الدولي، مطار لايبزيغ هاله، مطار ليون مبا الدولي، مطار لشبونة، مطار ليوبليانا الدولي، مطار غاتويك، مطار لندن هيثرو، مطار لوس أنجلوس الدولي، مطار كواترو دي فيفيريرو، مطار كينيث كاوندا الدولي، مطار لوكسمبورغ، مطار الأقصر الدولي، مطار لفيف الدولي (متوقفة مؤقتًا)، مطار ليون سانت إكسوبيري، مطار مدريد باراخاس الدولي، مطار مالابو، مطار مالقة الدولي، Malatya، مطار فيلانا الدولي، مطار مالطا الدولي، مطار مانشستر، مطار نينوي أكوينو الدولي، مطار ماردين، مطار مراكش المنارة الدولي، مطار مارسيليا، مطار مشهد الدولي، مطار سير سيووساغور رامغولام الدولي، مطار مزار شريف الدولي، مطار الأمير محمد بن عبد العزيز الدولي، Merzifon، مطار بينيتو خواريز الدولي، مطار ميامي الدولي، مطار مالبينسا، مطار مينسك الدولي، مطار آدم عبد الله الدولي، مطار موي الدولي، مطار مونتريال الدولي، مطار فنوكوفو الدولي، مطار تشاتراباتي شيفاجي الدولي، مطار ميونخ الدولي، مطار موش، مطار مسقط الدولي، مطار جومو كينياتا الدولي، مطار النجف الدولي، جمهورية نخجوان الذاتية ‏، مطار نابولي، مطار انجمينا الدولي، Nevşehir، مطار نيوآرك ليبرتي الدولي، مطار جون إف كينيدي الدولي، مطار ديوري حماني، مطار نيس كوت دازور، مطار نواكشوط الدولي، مطار نورمبرغ، مطار أوديسا الدولي (متوقفة مؤقتًا)، مطار وهران - أحمد بن بلة، مطار أردو غيرسون، مطار كانساي الدولي، Oslo، مطار واغادوغو، مطار باليرمو الدولي، مطار توكومين الدولي، مطار باريس شارل ديغول، Phuket، مطار بودغوريتسا الدولي، مطار بوانت نوار، مطار بورت هاركورت الدولي، مطار بورتو الدولي، مطار بورتسودان الدولي، مطار فاكلاف هافيل الدولي، مطار بريشتينا الدولي، مطار ريغا الدولي، مطار الملك خالد الدولي، مطار ريزا-أرتوين، مطار ليوناردو دا فينشي، Rostov-on-Don، مطار بولكوفو، مطار سالزبورغ، مطار كوروموخ الدولي، مطار سمرقند الدولي، Samsun، مطار سان فرانسيسكو الدولي، Şanlıurfa، مطار غواروليوس الدولي، مطار سراييفو الدولي، مطار سياتل تاكوما الدولي، مطار إنتشون الدولي، مطار شانغهاي بودنغ الدولي، مطار الشارقة الدولي، مطار شرم الشيخ الدولي، مطار شيراز الدولي، مطار شانغي سنغافورة، Sinop، مطار الشرناق، Sivas، مطار سكوبية الدولي، مطار سوتشي الدولي، مطار صوفيا، مطار ستوكهولم أرلاندا، مطار ستراسبورغ، مطار شتوتغارت الدولي، مطار السليمانية الدولي، Tabriz، مطار الطائف الدولي، مطار تايوان تاويوان الدولي، مطار تالين، مطار طشقند الدولي، مطار تبليسي الدولي، مطار الإمام الخميني الدولي، مطار بن غوريون الدولي، Thessaloniki، مطار توقاد، مطار طوكيو هانيدا الدولي، مطار ناريتا الدولي، مطار تورونتو بيرسون الدولي، مطار تولوز بلانياك، مطار طرابزون الدولي، مطار تونس قرطاج الدولي، مطار حضرة السلطان الدولي، Türkmenbaşy، مطار جنكيز خان الدولي الجديد، Urgench، مطار بلنسية، Van، مطار فانكوفر الدولي، Varna، مطار البندقية ماركو بولو، مطار فيينا الدولي، مطار فيلنيوس، Voronezh، مطار وارسو فريدريك شوبان، مطار واشنطن دولس الدولي، مطار شيان شيانيانغ الدولي، مطار الأمير عبد المحسن بن عبد العزيز، مطار ياوندي، مطار كولتسوفو الدولي، مطار زغرب، مطار عبيد أماني كرومي الدولي، مطار زاباروجيا الدولي (متوقفة مؤقتًا)، Zonguldak، مطار زيورخ الدولي موسمي: مطار ماكتان سيبو الدولي، مطار سيشل الدولي، مطار الأمير سيد إبراهيم الدولي، Rovaniemi، Tivat |
| طيران تركمانستان                  | مطار عشق آباد الدولي |
| الخطوط الجوية الدولية الأوكرانية  | مطار بوريسبيل الدولي، مطار أوديسا الدولي (متوقفة) |
| Utair                             | مطار غروزني الدولي، مطار محج قلعة الدولي |
| الخطوط الجوية الأوزبكستانية       | مطار بخارى الدولي، Fergana، مطار سمرقند الدولي، مطار طشقند الدولي، Urgench |
| ويز للطيران                       | مطار بودابست فرانز ليست الدولي، مطار ياش الدولي، مطار غاتويك، مطار لندن لوتن |
| Yamal Airlines                    | مطار دوموديدوفو الدولي |

### الشحن
| شركـات طيـران              | الوجهات |
| -------------------------- | --- |
| Air Canada Cargo           | مطار مونتريال الدولي، مطار تورونتو بيرسون الدولي |
| خطوط أي إس إل فرنسا الجوية | مطار لييج، مطار باريس شارل ديغول |
| CMA CGM Air Cargo          | مطار لييج |
| دي إتش إل للطيران          | مطار البحرين الدولي، مطار لايبزيغ هاله |
| مصر للطيران للشحن          | مطار القاهرة الدولي |
| إل عال                     | مطار بن غوريون الدولي |
| الإمارات للشحن الجوي       | مطار دبي الدولي، مطار لندن هيثرو |
| الخطوط الجوية الإثيوبية    | مطار أديس أبابا بولي الدولي |
| فيديكس إكسبرس              | مطار باريس شارل ديغول، مطار آل مكتوم الدولي |
| خطوط هونغ كونغ الجوية      | مطار هونغ كونغ الدولي |
| لوفتهانزا للشحن            | مطار فرانكفورت، مطار بن غوريون الدولي |
| MNG Airlines               | مطار كولونيا بون الدولي، مطار جون إف كينيدي الدولي |
| MIAT Cargo                 | Daşoguz |
| الخطوط الجوية القطرية      | مطار حمد الدولي |
| الملكية الأردنية           | مطار الملكة علياء الدولي |
| Silk Way West Airlines     | مطار حيدر علييف الدولي، مطار بوريسبيل الدولي |
| الخطوط الجوية التركية      | مطار أضنة شاكرباشا، مطار أنطاليا، مطار عدنان مندريس، مطار كوتوكا الدولي، مطار هواري بومدين الدولي، مطار ألماتي الدولي، مطار آستانا الدولي، مطار الملكة علياء الدولي، مطار سخيبول أمستردام، مطار عشق آباد الدولي، مطار هارتسفيلد جاكسون، مطار حيدر علييف الدولي، مطار سوفارنابومي الدولي، مطار بيروت رفيق الحريري الدولي، مطار كيمبيغودا الدولي، مطار نيكولا تسلا في بلغراد، مطار مناس الدولي، مطار إلدورادو الدولي، مطار بروكسل الدولي، مطار هنري كواندا الدولي، مطار بودابست فرانز ليست الدولي، مطار القاهرة الدولي، مطار محمد الخامس الدولي، مطار تشيناي الدولي، مطار أوهير الدولي، مطار باندارنيك الدولي، مطار انديرا غاندي الدولي، مطار شاه جلال الدولي، مطار حمد الدولي، مطار آل مكتوم الدولي، مطار إنتيبي الدولي، مطار أربيل الدولي، مطار فرانكفورت، مطار قوانغتشو باييون الدولي، مطار نوي باي الدولي، مطار هلسنكي فانتا، مطار تان سون نهات الدولي، مطار هونغ كونغ الدولي، مطار جورج بوش الدولي، مطار راجيف غاندي الدولي، مطار إسلام آباد الدولي، مطار سوكارنو هاتا الدولي، مطار جناح الدولي، مطار الخرطوم الدولي، مطار ندجيلي، مطار كوالالمبور الدولي، مطار بوريسبيل الدولي، مطار مورتالا محمد الدولي، مطار علامه إقبال الدولي، مطار لندن ستانستد، مطار ماستريخت آخن، مطار مدريد باراخاس الدولي، مطار بينيتو خواريز الدولي، مطار مالبينسا، مطار شيريميتييفو الدولي، مطار ميامي الدولي، مطار تشاتراباتي شيفاجي الدولي، مطار جومو كينياتا الدولي، مطار جون إف كينيدي الدولي، مطار غواروليوس الدولي، مطار إنتشون الدولي، مطار شانغهاي بودنغ الدولي، Shannon، مطار شانغي سنغافورة، مطار ستوكهولم أرلاندا، مطار تايوان تاويوان الدولي، مطار طشقند الدولي، مطار تبليسي الدولي، مطار الإمام الخميني الدولي، مطار بن غوريون الدولي، مطار تورونتو بيرسون الدولي، مطار تونس قرطاج الدولي، Tuzla، مطار فيينا الدولي، مطار فيلنيوس، مطار زيورخ الدولي |
| طيران تركمانستان           | مطار عشق آباد الدولي |
| خطوط يو بي إس الجوية       | مطار كولونيا بون الدولي |

## المشروع

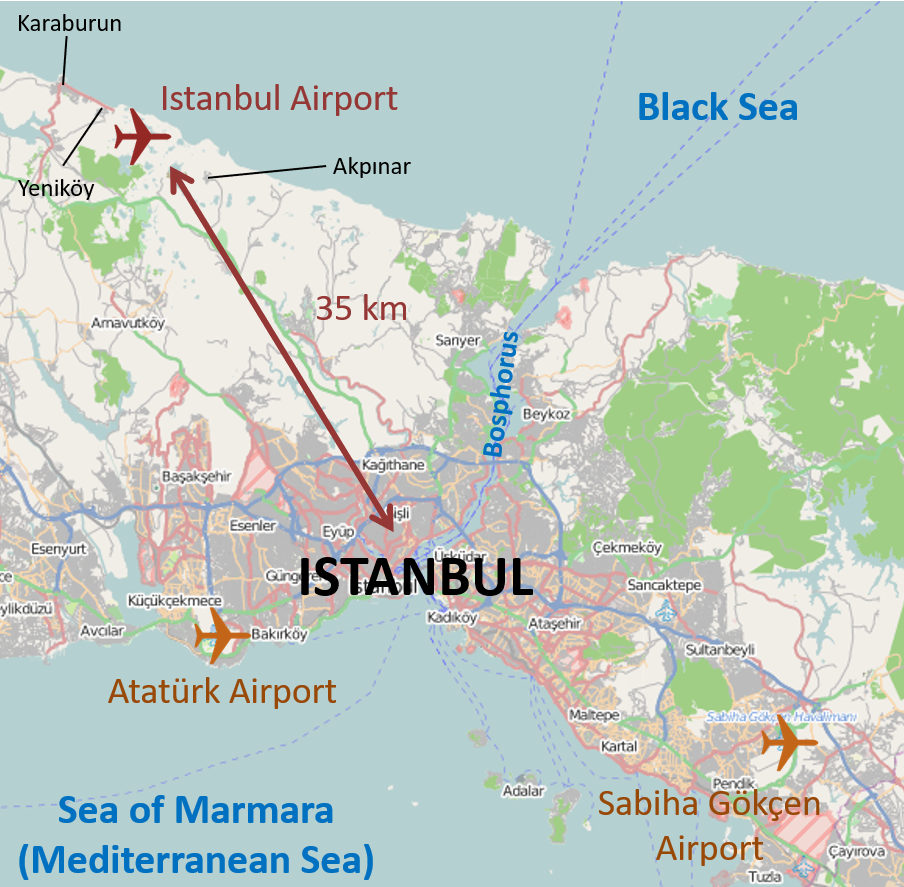
موقع مطار إسطنبول الدولي الذي يبعد 35 كلم عن وسط إسطنبول مقارنة بمطاري صبيحة وأتاتورك.

### مراحل المشروع
تم افتتاح المطار في 29 أكتوبر عام 2018
من المقرر أن يتم بناء المطار على عدة مراحل، وسيتوسع المطار ومرافقه بمرور الوقت:
المرحلة الأولى (متوقع في أواخر 2017)
- صالة محطة رئيسية مع قدرة ركاب إجمالية بسعة 90 مليون راكب، بمساحة 680,000 م2 (7,300,000 قدم2)
- صالة المحطة الثانية بمساحة 170,000 م2 (1,800,000 قدم2)
- 88 جسر اركاب الطائرات في المحطات
- موقف سيارات داخلية بسعة 12,000 سيارة
- 2 مدارج مستقلة
- 8 ممرات طائرات متوازية
- حوالي 4,000,000 م2 (43,000,000 قدم2) من ساحات وقوف الطائرات
- 3 مناطق للاعمال التقنية
- 1 برج مراقبة الحركة الجوية
- صالة كبار الشخصيات
- محطات للشحن والطيران العام
- خدمات أخرى بما في ذلك مستشفيات، أماكن الصلاة والعبادة، مراكز مؤتمرات، فنادق الخ

المرحلة الثانية
- 2 مدارج
- 1 ممر طائرات موازي

المرحلة الثالثة
- صالة ركاب تبلغ سعتها 30 مليون مسافر، تطل على البحر ومبنية على مساحة 500,000 م2 (5,400,000 قدم2)
- 1 مدرج هبوط
- 1 ممر طائرات موازي
- ساحة وقوف طائرات

المرحلة الرابعة
- صالة ركاب تبلغ سعتها 30 مليون مسافر، مبنية على مساحة 340,000 م2 (3,700,000 قدم2)
- 1 مدرج هبوط

وعند الانتهاء (متوقع قبل عام 2030)
- 6 مدرجات
- 16 ممر طائرات
- قدرة 150 مليون راكب - قابلة للتمديد إلى 200 مليون[129]
- 1,500,000 م2 (16,000,000 قدم2) منطقة داخلية
- 165 جسور ركاب المسافرين للطائرات في جميع المحطات
- 4 صالات ركاب، مرتبطة بعضها البعض بالسكك الحديدية
- 3 مناطق للأعمال التقنية
- 1 برج مراقبة الحركة الجوية
- 8 أبراج تحكم أراضي
- ساحات وقوف طائرات تتسع لـ 500 طائرة وبمساحة 6,500,000 م2 (70,000,000 قدم2)
- صالات كبار الشخصيات
- محطات للشحن والطيران العام
- قصر الدولة الرئاسي
- موقف سيارات داخلية وخارجية بسعة حوالي 70,000 سيارة
- مركز طبي للطيران
- طائرات الإنقاذ ومحطات مكافحة الحرائق
- مباني مواقف سيارات
- فنادق
- مراكز مؤتمرات
- محطات توليد الطاقة
- معالجة المياه ومرافق النفايات

## روابط خارجية
- الموقع الإلكتروني الرسمي للمشروع